# Nikołaj Ignatow (hokeista)
Nikołaj Ignatow (ros. Николай  Игнатов; ur. 22 kwietnia 1978 w Moskwie) – rosyjski hokeista. 

## Kariera
- CSKA Moskwa (1997–2001)
- Krylja Sowietow Moskwa (2001–2002)
- Mietałłurg Magnitogorsk (2002–2004)
- Ak Bars Kazań (2004–2005)
- Łokomotiw Jarosław (2005–2006)
- HK MWD Bałaszycha (2006)
- Awangard Omsk (2006–2007)
- Mietałłurg Magnitogorsk (2007)
- HK Dmitrow (2007–2008)
- Chimik Woskriesiensk (2008–2009)
- HK Rys Podolsk (2009)
- Mołot-Prikamje Perm (2009–2010)
- Saryarka Karaganda (2010)
- HK Riazań (2010–2011)